# Enric Saborit
Enric Saborit Teixidor, né le 27 avril 1992 à Barcelone (Espagne), est un footballeur espagnol évoluant au poste d'arrière gauche au Gaziantep FK.

## Palmarès
Néant